# Chung kết UEFA Champions League 2011
Chung kết UEFA Champions League 2011 là trận chung kết quyết định nhà vô địch của giải UEFA Champions League 2010–11. Đây là trận đấu chung kết thứ 56 của giải bóng đá UEFA Champions League, và là trận thứ 19 kể từ khi UEFA Champions League ra đời. Trận đấu diễn ra vào ngày 28 tháng 5 năm 2011 tại Sân vận động Wembley ở London, Anh., đây cũng là nơi diễn ra 6 trận chung kết của Cúp C1 châu Âu vào các năm 1963, 1968, 1971, 1978 và 1992, trong đó cũng bao gồm 5 trận diễn ra tại Sân vận động Wembley cũ.
Trận đấu chung kết cũng là trận tái đấu giữa hai câu lạc bộ Manchester United của Anh và Barcelona của Tây Ban Nha bởi trước đó Barca đã đánh bại Man Utd với tỉ số 2-0 cũng tại trận chung kết trên sân Olimpico, Roma, Ý vào năm 2009.
Đội chiến thắng trận đấu này sẽ gặp đội thắng trong trận chung kết UEFA Europa League 2011 trong trận tranh Siêu cúp châu Âu 2011 tại Monaco vào tháng 8 năm 2011, và cũng sẽ tham dự giải đấu FIFA Club World Cup 2011 diễn ra vào tháng 12/2011 với tư cách là đại diện của UEFA.
Barcelona thống trị trận đấu, giành chiến thắng 3–1 nhờ các bàn thắng của Pedro, Lionel Messi và David Villa, giành chức vô địch Champions League thứ tư. Wayne Rooney ghi bàn giúp Manchester United san bằng tỉ số 1-1 sau khi hiệp một kết thúc.

## Bối cảnh
Sân vận động Wembley đã là nơi tổ chức năm trận chung kết cúp châu Âu trước năm 2011. Hai trận chung kết năm 1968 và 1978 là hai chiến thắng của người Anh: Manchester United đánh bại Benfica 4–1 trong năm 1968 và Liverpool đánh bại Club Brugge 1–0 trong năm 1978. Benfica cũng đã đánh mất chức vô địch trong năm 1963, bị đánh bại 2–1 bởi Milan, trong khi Ajax giành chiến thắng đầu tiên trong ba Cúp châu Âu liên tiếp tại sân Wembley vào năm 1971, đánh bại Panathinaikos 2–0. Trong trận chung kết Cúp châu Âu cuối cùng năm 1992, Barcelona đã đánh bại Sampdoria 1–0 trước khi giới thiệu các mùa giải sau với cái tên mới UEFA Champions League.

### Sân vận động
|  |

## Đường đến London
| Đội           | ST | T | H | B | Th | Th | HS  | Điểm |
| ------------- | -- | - | - | - | -- | -- | --- | ---- |
| Barcelona     | 6  | 4 | 2 | 0 | 14 | 3  | +11 | 14   |
| Copenhagen    | 6  | 3 | 1 | 2 | 7  | 5  | +2  | 10   |
| Rubin Kazan   | 6  | 1 | 3 | 2 | 2  | 4  | −2  | 6    |
| Panathinaikos | 6  | 0 | 2 | 4 | 2  | 13 | −11 | 2    |

| Đội               | ST | T | H | B | Th | Th | HS  | Điểm |
| ----------------- | -- | - | - | - | -- | -- | --- | ---- |
| Manchester United | 6  | 4 | 2 | 0 | 7  | 1  | +6  | 14   |
| Valencia          | 6  | 3 | 2 | 1 | 15 | 4  | +11 | 11   |
| Rangers           | 6  | 1 | 3 | 2 | 3  | 6  | −3  | 6    |
| Bursaspor         | 6  | 0 | 1 | 5 | 2  | 16 | −14 | 1    |

## Trận đấu

### Chi tiết
| Barcelona                         | 3–1      | Manchester United |
| --------------------------------- | -------- | ----------------- |
| Pedro 27' · Messi 54' · Villa 69' | Chi tiết | Rooney 34'        |

| Barcelona | Manchester United |

| BARCELONA:              |    |                   |       |     |
|                         |    |                   |       |     |
| GK                      | 1  | Victor Valdes     | 85'   |     |
| RB                      | 2  | Dani Alves        |       |     |
| CB                      | 14 | Javier Mascherano |       |     |
| CB                      | 3  | Gerard Piqué      |       |     |
| LB                      | 22 | Eric Abidal       | 60'   | 88' |
| CM                      | 8  | Andrés Iniesta    |       |     |
| DM                      | 16 | Sergio Busquets   |       |     |
| CM                      | 6  | Xavi (c)          |       |     |
| RW                      | 7  | David Villa       | 86'   |     |
| CF                      | 10 | Lionel Messi      |       |     |
| LW                      | 17 | Pedro Rodríguez   | 90+2' |     |
| Dự bị:                  |    |                   |       |     |
| GK                      | 38 | Oier Olazábal     |       |     |
| DF                      | 5  | Carles Puyol      | 88'   |     |
| FW                      | 9  | Bojan Krkić       |       |     |
| MF                      | 15 | Seydou Keita      | 86'   |     |
| MF                      | 20 | Ibrahim Afellay   | 90+2' |     |
| FW                      | 21 | Adriano Correia   |       |     |
| MF                      | 30 | Thiago Alcántara  |       |     |
| Huấn luyện viên trưởng: |    |                   |       |     |
| Pep Guardiola           |    |                   |       |     |

| MANCHESTER UNITED:      |    |                   |     |     |
|                         |    |                   |     |     |
| GK                      | 1  | Edwin van der Sar |     |     |
| RB                      | 20 | Fábio             | 69' |     |
| CB                      | 15 | Nemanja Vidić (c) |     |     |
| CB                      | 5  | Rio Ferdinand     |     |     |
| LB                      | 3  | Patrice Evra      |     |     |
| CM                      | 11 | Ryan Giggs        |     |     |
| CM                      | 16 | Michael Carrick   | 61' | 77' |
| RM                      | 13 | Park Ji-Sung      |     |     |
| LM                      | 25 | Antonio Valencia  | 80' |     |
| SS                      | 10 | Wayne Rooney      |     |     |
| CF                      | 14 | Javier Hernández  |     |     |
| Dự bị:                  |    |                   |     |     |
| GK                      | 29 | Tomasz Kuszczak   |     |     |
| FW                      | 7  | Michael Owen      |     |     |
| MF                      | 8  | Anderson          |     |     |
| DF                      | 12 | Chris Smalling    |     |     |
| MF                      | 17 | Nani              | 69' |     |
| MF                      | 18 | Paul Scholes      | 77' |     |
| MF                      | 24 | Darren Fletcher   |     |     |
| Huấn luyện viên trưởng: |    |                   |     |     |
| Sir Alex Ferguson       |    |                   |     |     |

| Cầu thủ xuất sắc nhất trận (do UEFA bầu chọn): Lionel Messi (Barcelona) Cầu thủ xuất sắc nhất trận (do người hâm mộ bình chọn): Lionel Messi (Barcelona) Trợ lý trọng tài: Gabor Erös (touchline) (Hungary) György Ring (touchline) (Hungary) Mihaly Fabian (penalty area) (Hungary) Tamás Bognar (penalty area) (Hungary) Trọng tài thứ tư: Trọng tài thay thế: |

### Thống kê
| Toàn trận \| \| Barcelona \| Manchester United F.C. \| \| -------------- \| --------- \| ---------------------- \| \| Bàn thắng \| 3 \| 1 \| \| Sút bóng \| 12 \| 2 \| \| Sút cầu môn \| 4 \| 1 \| \| Kiểm soát bóng \| 80% \| 20% \| \| Phạt góc \| 6 \| 0 \| \| Phạm lỗi \| 5 \| 16 \| \| Việt vị \| 0 \| 0 \| \| Thẻ vàng \| 2 \| 2 \| \| Thẻ đỏ \| 0 \| 0 \| |           |                        |
| | Barcelona | Manchester United F.C. |
| Bàn thắng | 3         | 1                      |
| Sút bóng | 12        | 2                      |
| Sút cầu môn | 4         | 1                      |
| Kiểm soát bóng | 80%       | 20%                    |
| Phạt góc | 6         | 0                      |
| Phạm lỗi | 5         | 16                     |
| Việt vị | 0         | 0                      |
| Thẻ vàng | 2         | 2                      |
| Thẻ đỏ | 0         | 0                      |